# Prionapteron
Prionapteron és un gènere monotípic d'arnes de la família Crambidae descrit per Stanisław Błeszyński el 1965. Conté només una espècie, Prionapteron tenebrella, descrita per George Hampson el 1896. Es troba a la Xina (Hubei, Sichuan, Shensi, Fukien i Kwangtung).